# Тетеря Олександр Вікторович
Олекса́ндр Ві́кторович Тете́ря (1996—2023) — український військовослужбовець, солдат Збройних сил України, учасник російсько-української війни. Кавалер ордена «За мужність» III ступеня (2023) .

## Життєпис
Народився в багатодітній родині 27 вересня 1996 в селі Соколів Житомирської область . На час загибелі батьки – пенсіонери і мають ще п’ятьох дітей.
Його старший брат Микола з 2014 року був в АТО, зазнав серйозного поранення й мусив залишити військову службу. 
Долучився до війська у квітні 2022 року. Служив снайпером, 2-га рота, 1-й батальйон 47ОМБр.

## Загибель
Загинув від танкового обстрілу поблизу населеного пункту Мала Токмачка Пологівського району Запорізької області. Від цього обстрілу було поранено трьох воїнів і четверо загинуло .

## Нагороди
Нагороджений орденом «За мужність» III ступеня (2023) помертно .